# Henry Hoek

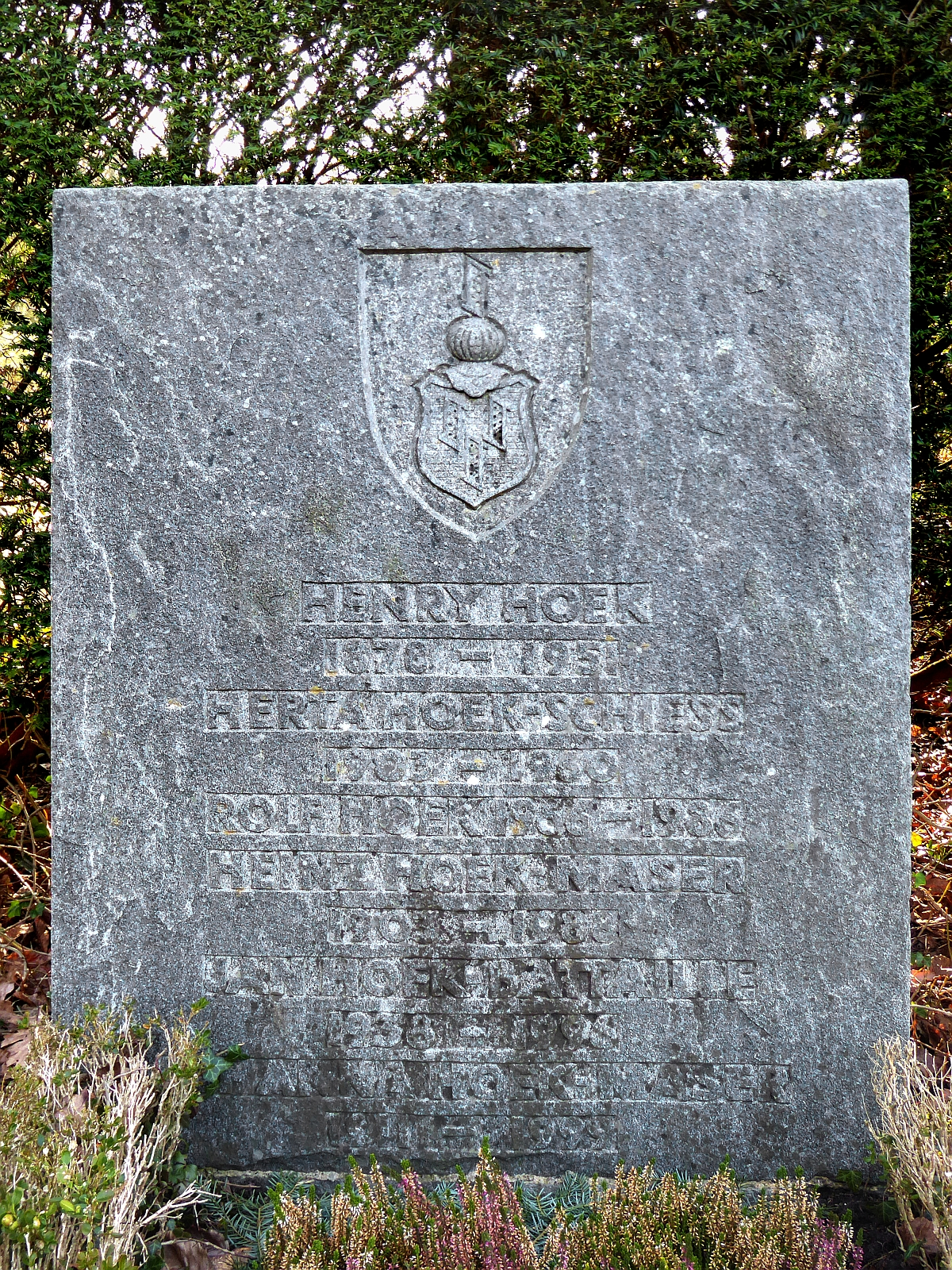
Familiengrab auf dem Friedhof am Hörnli, Riehen, Basel-Stadt

Henry William Hoek (Aussprache [huk], * 17. März 1878 in Davos; † 20. November 1951 in Vaduz) war ein deutscher Geologe, Meteorologe, Bergsteiger, Skifahrer und Schriftsteller. 1901 gewann er als erster Deutscher die deutschen Skimeisterschaften im Langlauf. Er gilt als Skipionier, der mehrere Berge der Alpen als Erster mit Skiern bestieg. Zudem verfasste er zahlreiche einflussreiche Bücher über das Skilaufen und das Bergsteigen.

## Leben und Werk

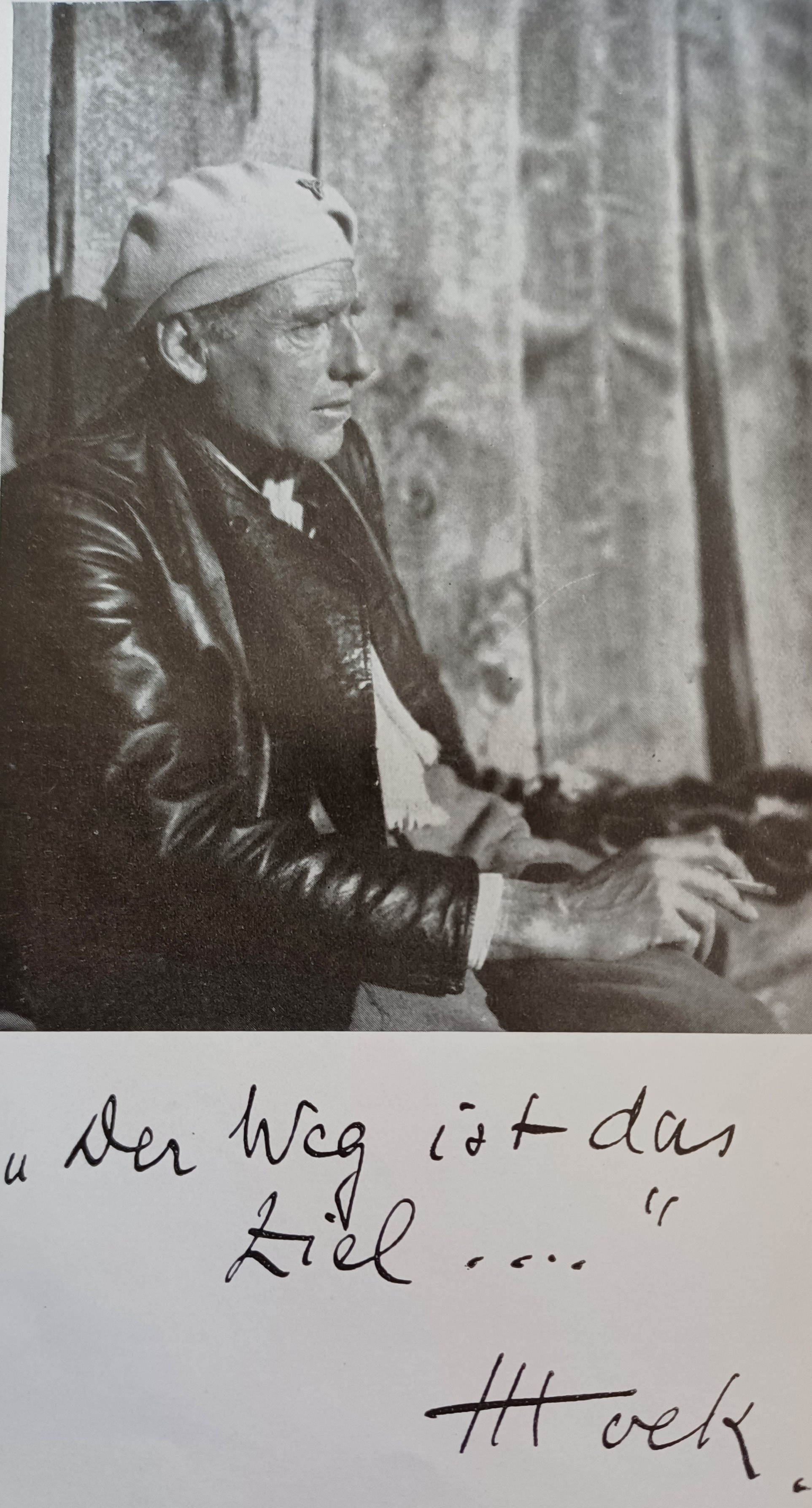
Henry Hoek, um 1930

Als Sohn des am holländischen Königshof tätigen Bankiers Isaac Hermann Jakob Hoek und der Irin Mary Bulkley besuchte Henry Hoek seit 1891 das Berthold-Gymnasium in Freiburg im Breisgau, wurde deutscher Staatsbürger und begann 1896 ebendort ein Studium der Geologie. Nach dem Abschluss des Studiums mit einer Dissertation über das Plessurgebirge verlor er im Zusammenhang mit der weltweiten Wirtschaftskrise sein gesamtes Vermögen. Später widmete er sich ganz dem Schreiben und dem Skifahren. Er gehörte zu den Pionieren des hochalpinen Skilaufs und gewann, nachdem er bei der ersten deutschen Meisterschaft im Skilanglauf auf dem Feldberg noch den dritten Rang belegt hatte, 1901 die 2. Deutsche Skimeisterschaft – als erster Deutscher bei einem international besetzten Teilnehmerfeld. In der Disziplin Dauerlauf (Langlauf) benötigte Hoek für die 23 km lange Strecke vom Belchen zum Feldberg 3:08 Stunden. Er war als Erster im Winter mit Skiern auf dem Finsteraarhorn, Mönch, Dammastock, Strahlhorn und Wetterhorn. Daneben eröffnete er diverse Routen im Gebiet der Aroser Dolomiten. Im Jahre 1908 veröffentlichte er den ersten Skiführer der Welt mit dem Titel: Skifahrten im südlichen Schwarzwald. Es folgten Tourenführer über das Davos-Parsenngebiet und die Lenzerheide sowie Wanderführer über das Davosertal, Zermatt und das Engadin. Einer seiner Freunde Alfred Graber der bekannte Schriftsteller und Bergsteiger würdigte ihn daher mit dem Prädikat Wintervater der Lenzerheide. Wiederholt unternahm er Forschungsreisen in die bolivianischen Anden bei La Paz. Während des Ersten Weltkriegs leistete er als Leutnant Wetterdienst unter anderem am Feldberg. Zwischen den beiden Weltkriegen war er – nun in Davos – Korrespondent der Frankfurter Zeitung.
Hoek gehört zu den einflussreichsten Alpinschriftstellern seiner Zeit. Er schilderte das Bergsteigen als eine romantische Wanderung nach einem unerreichbaren Ziele, die nichts anderes als umgesetzte Erotik bedeutete. Seine Sammlung Wege und Weggenossen (1919) widmete er „jenen Frauen, die ich begehrt und die mich nicht geliebt haben. Alles Streben in die Ferne, alles Wandern in die Fremde ist unerlöste Sehnsucht nach dem Weibe. Hätte ich mehr geliebt, so wäre ich weniger gewandert.“ Hoek gilt ob solcher Äußerungen als „quasi der Chef-Erotiker unter den Alpinisten des deutschsprachigen Raums.“ Als Motto wählte sich Hoek den Spruch „Der Weg ist das Ziel.“ Ihm zu Ehren ist der Hoek-Gletscher in der Antarktis benannt.

## Schriften (Auswahl)
- Geologische Untersuchungen im Plessurgebirge um Arosa. In: Berichte der Naturforschenden Gesellschaft zu Freiburg. Band XIII, 1903, S. 215–270 (zobodat.at [PDF; 4,6 MB; abgerufen am 24. April 2023]).
- Das zentrale Plessurgebirge. In: Berichte der Naturforschenden Gesellschaft zu Freiburg. Band XVI, 1906, S. 367–448 (zobodat.at [PDF; 16,3 MB; abgerufen am 24. April 2023]).
- mit E. C. Richardson: Der Ski und seine sportliche Benutzung. München/Wien 1906. (von der 2. Auflage an: Schi)
- Die Schiliteratur. (Bis 1. Januar 1908). München 1908.
- mit H. Wallau: Schi-Fahrten im südlichen Schwarzwald. München/Wien 1908.
- Wie lerne ich Schi-Laufen?. München 1909.
- Über Berge und Bergsteigen. Drei kritische Aufsätze. München 1920.
- Merkbuch für Skiläufer in 500 Sätzen. München 1920.
- Wege und Weggenossen. München 1920.
- Dir… Ein Band Gedichte. München 1925.
- Moderne Wintermärchen. München 1926.
- Schnee, Sonne und Ski. Ein Buch über den Frühling im Hochgebirge. Leipzig 1925.
- Sport, Sporttrieb, Sportbetrieb. Leipzig 1927.
- Tennis, Allgemeines, die internationalen Spielregeln. Zürich 1927.
- Weg und Umweg einer Liebe. Neue Wanderbriefe an eine Frau. Hamburg 1929.
- Schussfahrt und Schwung. Ein Brevier alpiner Abfahrten. Hamburg 1930.
- St. Moritz. Bad, Champfer. Ein Führer und Reisebegleiter. Zürich 1931.
- Der denkende Wanderer. Gesellschaft alpiner Bücherfreunde, München 1932.
- mit V. Zwicky: Sport in der Wintersonne. Zürich 1932.
- mit H. Frei Ski-Touren in den Bergen um Davos. Ein Führer. Davos 1932.
- Ma Bella Engadina. Ski und Schnee im Engadin. Hamburg 1933.
- Davos. Ein Berg- und Wanderbuch. Hamburg 1934.
- Parsenn, Berühmte in Bildern und Buchstaben. Hamburg 1932.
- Zermatt. Zwischen Matterhorn und Monterosa, zwischen Weisshorn und Dom. Hamburg 1936.
- Wetterkunde. Bern 1952.

zahlreiche Artikel in folgenden Periodika (Zeitschriften):
- Jahrbuch des Schweizerischen Alpenclubs
- Zeitschrift des Deutschen und Oesterreichischen Alpenvereins
- Österreichische Alpenzeitung
- Petermanns Geographische Mitteilungen
- Alpine Journal
- Der Bergsteiger
- Der Schneehase
- Der Winter
- Sport im Winter
- Davoser Revue

## Erste Skibesteigungen
- 1901 Versuch am Finsteraarhorn bis 3750 m
- 1901 Versuch am Mönch bis 4075 m
- 1901 Oberaarhorn 3642 m
- 1901 Strahlhorn 4191 m
- 1901 Dammastock 3633 m
- 1902 Versuch am Mont Blanc bis Petit Plateau 3700 m
- 1903 Dossenhorn 3140 m
- 1903 Wetterhorn 3703 m
- 1908 Cima Cadina (Dolomiten) 2881 m
- 1908 Piz Boè (Dolomiten) 3152 m
- 1908 Pragser Seekofel (Dolomiten) 2810 m

## Erstbesteigungen und Erstbegehungen
- 1901 Mädrigerfluh Westgrat (Plessuralpen)
- 1901 Schiesshorn Westwand (Plessuralpen)
- 1901 Schiesshorn Nordwestgrat (Plessuralpen)
- 1901 Parpaner Weisshorn Nordwand (Plessuralpen)
- 1901 Furkahorn Nordostgrat (Plessuralpen)
- 1901 Amselfluh (Plessuralpen)[2]
- 1901 Äpliseehorn (Plessuralpen)[2]
- 1901 Valbellahorn (Plessuralpen)[2]
- 1901 Thiejerfluh (Plessuralpen)[2]
- 1901 Parpaner Rothorn (Plessuralpen)[2]
- 1901 Piz Naira (Plessuralpen)[2]
- 1901 Aroser Rothorn (Plessuralpen)[2]
- 1901 Erzhorn (Plessuralpen)[2]
- 1901 Sandhubel (Plessuralpen)[2]
- 1903 Cerro Cordoba (Bolivien) 4620 m
- 1903 Salle Grande (Bolivien) 5050 m
- 1903 Abra de Gstana (Bolivien) 4100 m
- 1904 Cerro Champanario (Bolivien) 5400 m
- 1904 Cerro Tacora (Bolivien) 6060 m